# Evergestis grummi
Evergestis grummi là một loài bướm đêm trong họ Crambidae.